# Medhafushi (Haa Alif-atol)
Medhafushi is een van de onbewoonde eilanden van het Haa Alif-atol behorende tot de Maldiven.